# Juan de la Puerta Canseco
Juan de la Puerta Canseco (Valencia de Don Juan, 1827-Santa Cruz de Tenerife, 1902) fue un pedagogo y periodista español, bisabuelo del pintor Rodrigo Moynihan de la Puerta.

## Biografía
Natural de Valencia de Don Juan, fue profesor de la Escuela Superior de Instrucción Primaria de Santa Cruz de Tenerife, secretario de su Junta de Instrucción Pública y miembro de la Sociedad Económica de Amigos del País. Dirigió el Colegio de Niños de Santa Cruz de Tenerife ubicado en la calle de la Noria número tres, cuyo reglamento redacto y publicó en . Muy posiblemente estuvo emparentado con el escritor y arqueólogo, también de Valencia de don Juan, Juan de la Puerta Vizcaíno, amigo de Gustavo Adolfo Bécquer.
Constituyó un referente pedagógico e intelectual fundamental en la vida de la ciudad, pues fue maestro de muchos de los santacruceros destacados de la segunda mitad del siglo XIX. Fundó y dirigió las revistas El Instructor. Periódico de Enseñanza popular, dedicado a los niños de ambos sexos por los Profesores de las Escuelas públicas de instrucción primaria de esta Capital (1852-1854), quincenal, y El Auxiliar, que tuvo más duración, también enfocado a la instrucción primaria y que conoció tres épocas. La primera etapa duró dos años: 1860-1862. Entre 1866 y 1871 comenzó su segunda andadura, esta vez con el título de «revista». La tercera época renace de nuevo como periódico: 1886-1900. Canseco dirigió sobre todo la primera y la última épocas, pues la segunda fue encomendada a Tomás Cabrera y Fernando Suárez. Estas publicaciones periódicas se enfocaban sobre todo a materias prácticas y que ayudaran tanto a los alumnos como a los maestros. También fue colaborador de Revista de Canarias.
Entre sus varios libros destaca Descripción geográfica de las Islas Canarias para uso de los niños (1861) y Nuevo sistema legal de medidas, pesas y monedas, precedido de unas breves nociones de aritmética decimal para uso de las escuelas de ambos sexos (1852). La ciudad de Santa Cruz le dedicó una calle poco después de su fallecimiento en 1902.

## Obras
- Nuevo sistema legal de medidas, pesas y monedas, precedido de unas breves nociones de aritmética decimal para uso de las escuelas de ambos sexos (1852)
- Una ascension al Pico del Teide: 1852 romance en 8 cantos Santa Cruz de Tenerife : [s.n.], 1854
- Colegio de niños de Santa Cruz de Tenerife s. l. : s. n., s. a.
- Compendio de historia de las Canarias: para uso de los niños (Santa Cruz de Tenerife, 1861); nueva edición corregida y aumentada, Santa Cruz de Tenerife: Anselmo J. Benítez, 1897, con láminas y mapas. Hay edición moderna: Viceconsejería de Cultura y Deportes, 1988.
- Compendio de aritmética para uso de las escuelas primarias de uno y otro sexo (5.ª ed., 1868)
- Cartilla comercial: arreglada para uso de los niños (1870)
- Compendio de historia de Canarias